# Tricentra gibbimargo
Tricentra gibbimargo är en fjärilsart som beskrevs av Louis Beethoven Prout 1918. Tricentra gibbimargo ingår i släktet Tricentra och familjen mätare. Inga underarter finns listade i Catalogue of Life.